# Anthropoides
Anthropoides là một chi chim trong họ Gruidae.

## Hình ảnh

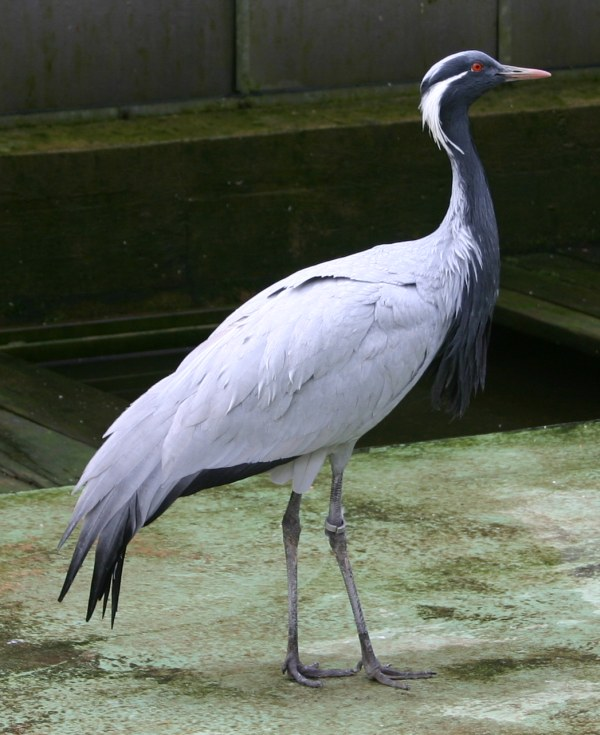
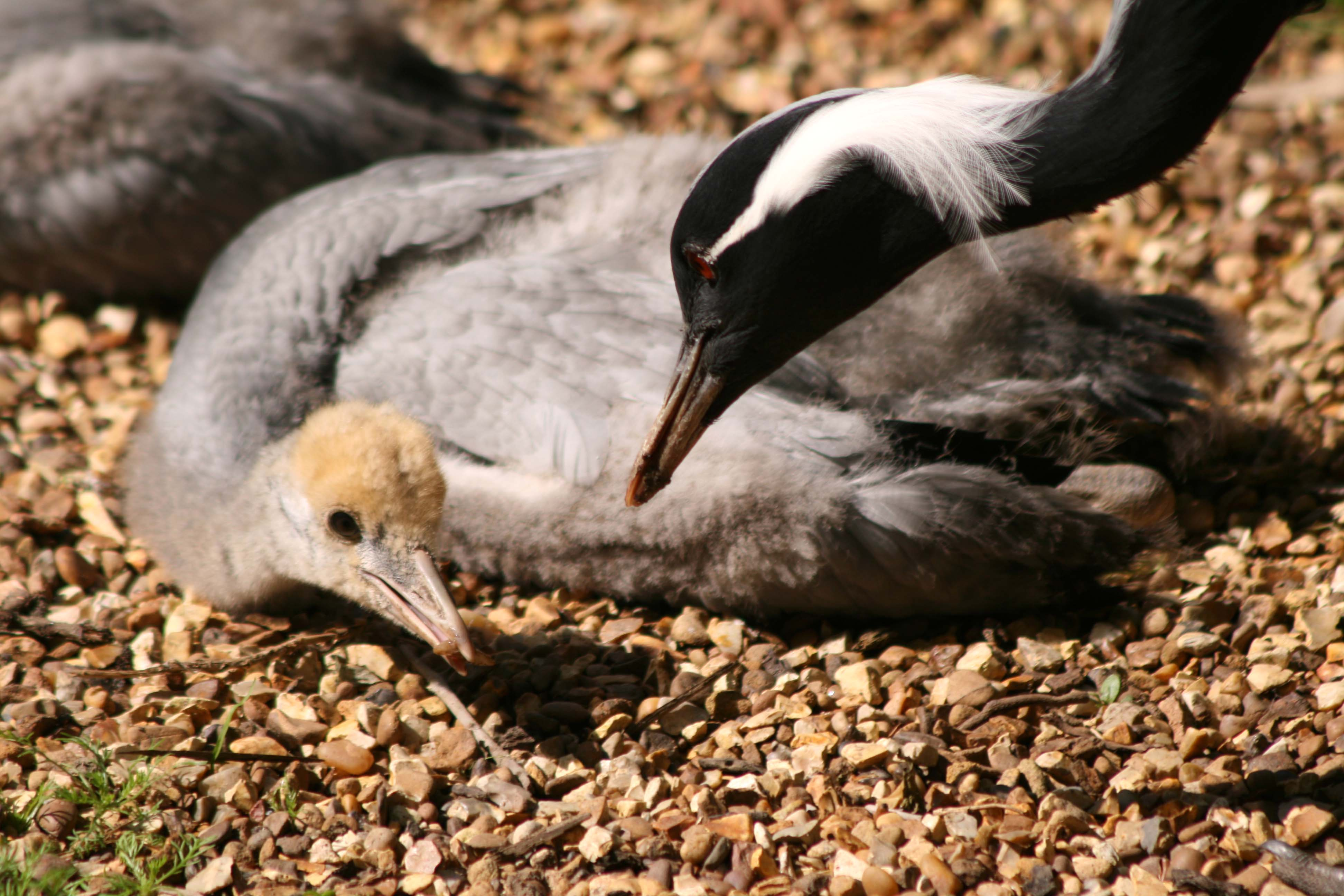
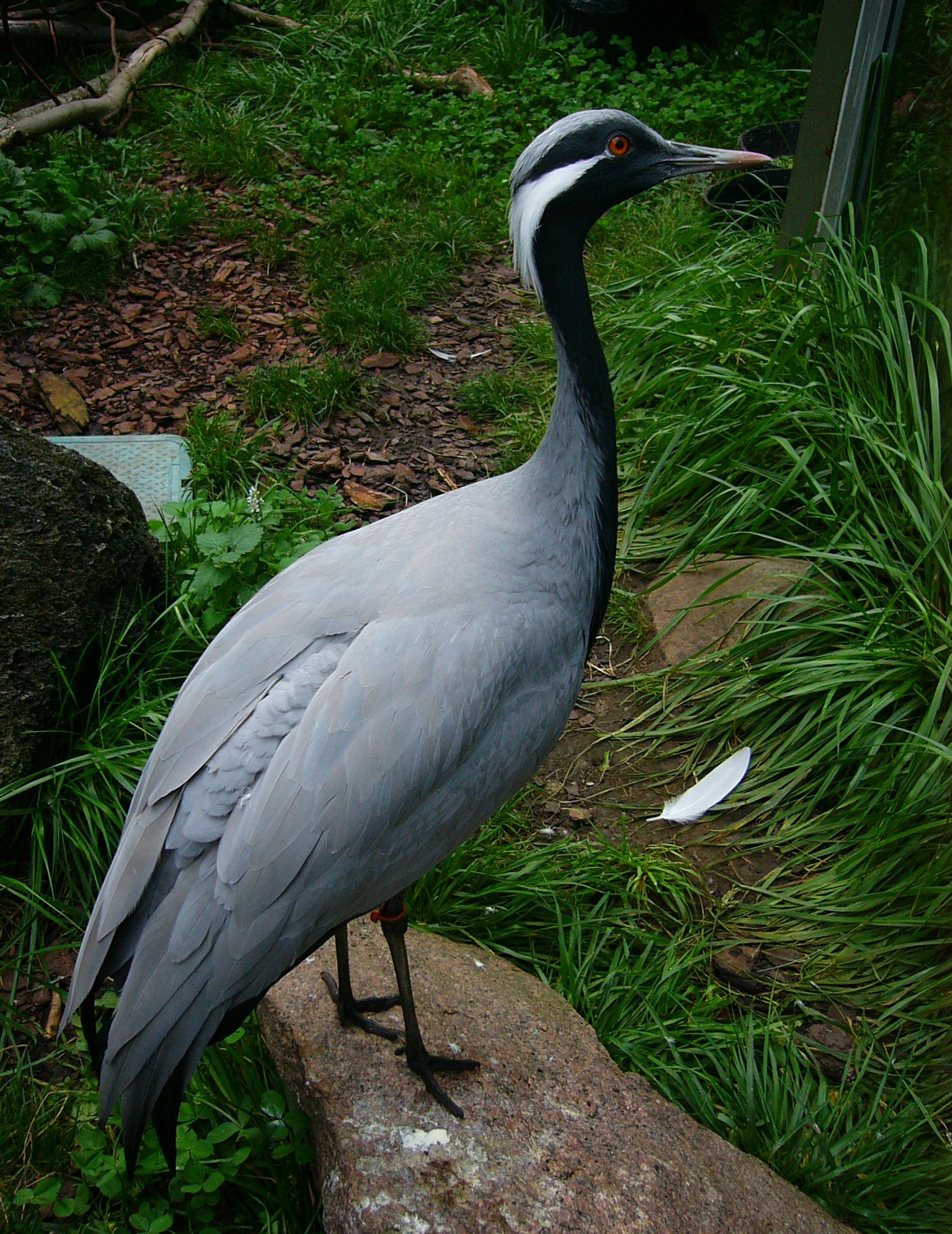
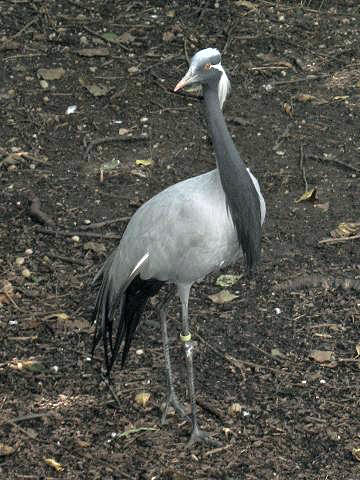
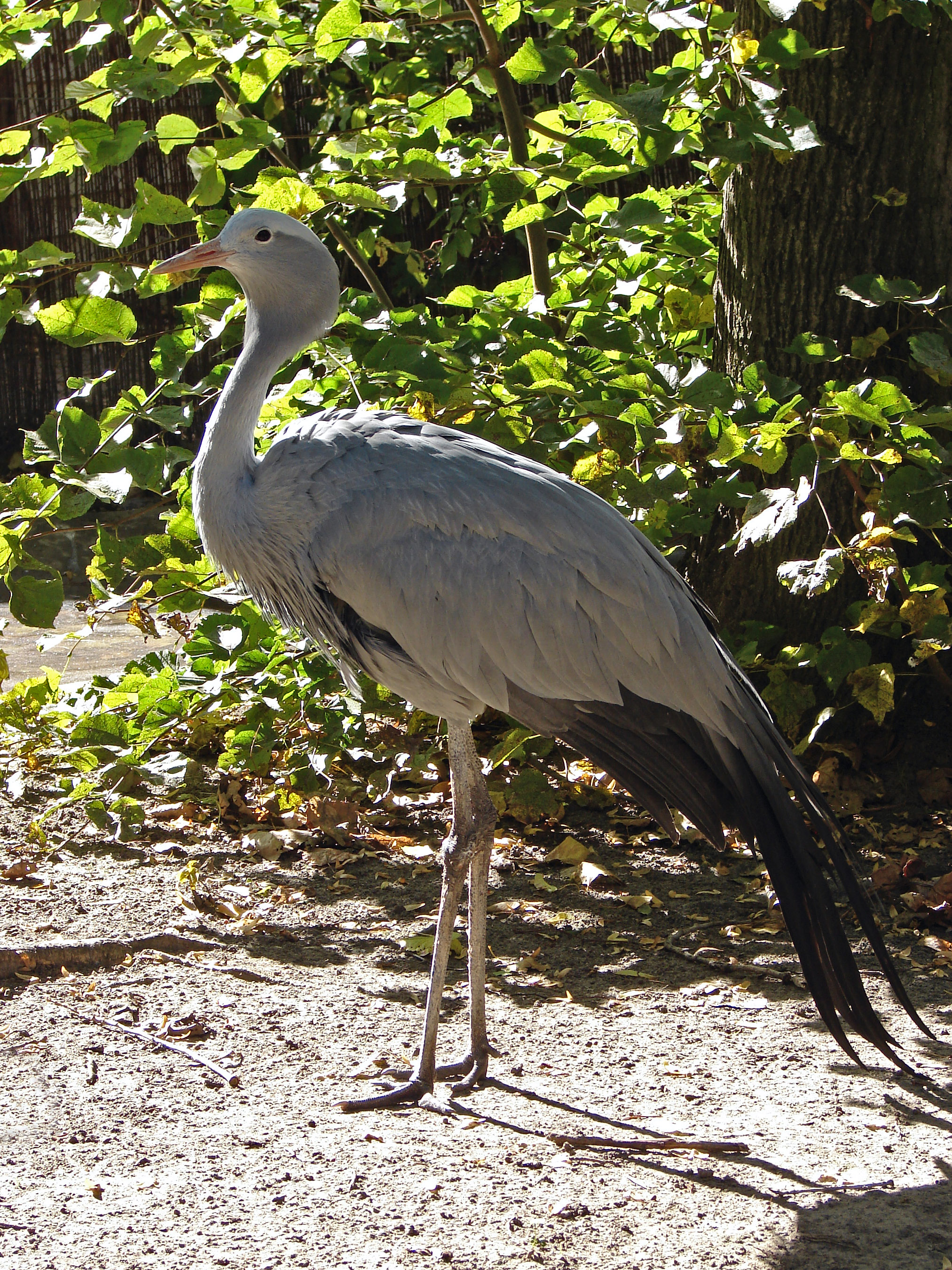

## Các loài
- Anthropoides virgo
- Anthropoides paradiseus